# Pierre Charié
Pour les articles homonymes, voir Charié.
Pierre Charié, né le 14 janvier 1915 à Égry (Loiret), décédé le 12 mars 1973 à Égry, est un résistant et un homme politique français. Il est père de Jean-Paul Charié.

## Le Résistant
Pierre Charié travaille dans la Résistance dès le début de l'occupation. Fin 1941, en contact avec Londres, pour le 2e bureau français, il facilite le passage en Espagne d'hommes voulant rejoindre les Forces françaises libres. En mars 1943, il fait partie d'une organisation « dont l'activité fut très belle, puisqu'en mars 1943, elle enregistrait déjà 12 parachutages reçus ». Fin 1943, il travaille avec Roger Mercier. Courant avril 1944, le colonel O'Neill « Formule » leur fait rencontrer le commandant Saint-Paul, officier du SOE qui, arrivé récemment, offre d'armer la Résistance. En mai 1944, il travaille comme adjoint de George Wilkinson, chef du réseau HISTORIAN (réseau du SOE dans le Loiret), et lorsque ce dernier est arrêté fin juin, il assure l'intérim, sous le nom d'Étienne Leblanc. Le 30 août, le commandant Pierre Charié est nommé chef départemental des FFI. Il prend peu après le commandement du 1er bataillon de Volontaires de l'Orléanais.

## Le député
Pierre Charié est député du Loiret pendant quinze ans, de 1958 jusqu'à sa mort en 1973.
- 30/11/1958 - 09/10/1962 : UNR
- 18/11/1962 - 02/04/1967 : UNR-UDT
- 12/03/1967 - 30/05/1968 : UDVR
- 23/06/1968 - 01/04/1973 : UDR
- 11/03/1973 - 12/03/1973 : UDR

À sa mort, son suppléant, Gaston Girard lui a succédé, en attendant que son fils, Jean-Paul gagne pour lui-même la circonscription :
- 13/03/1973 - 02/04/1978 : Député du Loiret - UNR
- 19/03/1978 - 22/05/1981 : Député du Loiret - RPR

## Reconnaissance
Le commandant Pierre Charié, nommé chevalier de la Légion d'honneur, décoré de la Croix de guerre, avec citation à l'ordre de l'Armée, puis titulaire d'une décoration de l'Armée américaine, a été reçu en novembre 1947, au cours d'une brillante prise d'armes dans la cour de l'ambassade britannique à Paris, « compagnon dans le D.S.O. » (Distinguished Service Order).

## Sources
- Paul Guillaume, Au temps de l'héroïsme et de la trahison, Orléans, Imprimerie nouvelle, 1948 ; rééd. : Loddé, Orléans, 1978.